# Hafen Ayia Napa
Der Hafen Ayia Napa (griechisch Λιμανάκι Αγίας Νάπας) ist der östlichste Schutzhafen der Republik Zypern. Seit der EU-Erweiterung 2004 ist er auch der östlichste Hafen der Europäischen Union.

## Geographie
Die Hafenanlagen liegen einen Kilometer südlich des historischen Stadtkernes von Ayia Napa im Bezirk Famagusta am Mittelmeer. Östlich erhebt sich das Kap Greco, das bedeutende militärischen Anlagen trägt und teilweise als Nationalpark Kavo Greko ausgewiesen ist. Die Hafenanlagen umfassen etwa zwei Hektar Landungseinrichtungen und Seefläche. An der Hafeneinfahrt sichern zwei kleine Leuchttürme die Zufahrt bei Nacht.

Es bestehen mehrere, den jeweiligen Zwecken speziell angepasste Hafenteile: 
| Hafenteil         | Hafentyp    | Lage | Kailänge               | Tiefe     | Ausstattung und Verwendung                                                                                           |
| ----------------- | ----------- | ---- | ---------------------- | --------- | --- |
| Hafen, Ostbecken  | Hafenbecken | ⊙    | 140 + 50 m, Kaimauer   | k. A.     | Landungssteg 50 × 5 m, 40 Liegeplätze für die Fischerei- und Fahrgastschifffahrt                                     |
| Hafen, Westbecken | Hafenbecken | ⊙    | 2 × 200 m, Kaimauer    | k. A.     | Landungssteg 15 × 3 m, 30 Liegeplätze für die Freizeit- und Ausflugsschifffahrt, Gastronomie                         |
| Außenlände Süd    | Lände       | ⊙    | 120 m, geböscht        | k. A.     | Mobilbagger, Poller, Umschlagstelle für Massengüter                                                                  |
| Anleger Pernera   | Lände       | ⊙    | kein                   | k. A.     | Landungssteg 7,5 × 2 m, Slipstelle, Fischerei und Freizeitschifffahrt                                                |
| Marina (im Bau)   | Marina      | ⊙    | (Kai- und Steganlagen) | (2,5–6 m) | (380 Wasser- + 220 Trockenliegeplätze für die Freizeitschifffahrt, Slip, 75 t Travellift, 20 Werftkran, Gastronomie) |

## Geschichte

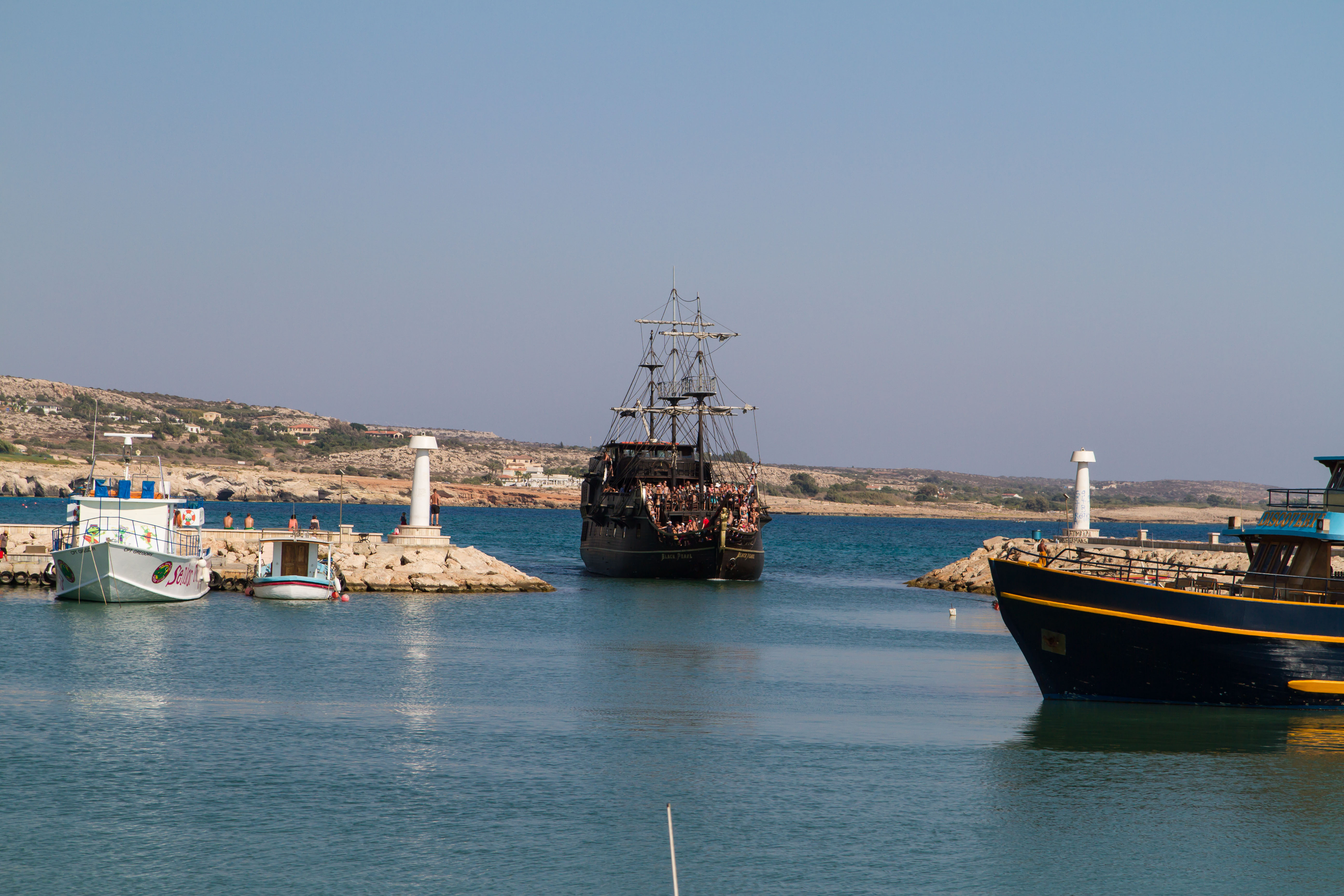
Hafeneinfahrt und Leuchtfeuer, Blick von Nordwesten (2012)

Die Ersterwähnung des Ortes datiert von 1530. Einsiedler nutzen zunächst die nahen Karsthöhlen, bis ein Kloster entstand und in dessen Umgegend sich der Ort mit Bauten im Stil der Baumeister der venezianischen Spätgotik (Kreuzfahrergotik) entwickelte.
Der Hafen Ayia Napas war bis zu der militärischen Invasion der Türkei 1974, der Operation Atilla, ein verschlafener Fischereistandort. Nach dem Zypernkrieg wurde er zum östlichsten Hafen der Republik Zypern. Er gewann schnell an touristischer Bedeutung und wurde in den späten 1970er Jahren zügig zum Mallorca Zyperns ausgebaut.
Den Hafenanlagen sind seit den 1970er Jahren zwei Wellenbrecher von 200 + 120 m Länge vorgelagert, sodass in den Hafenbecken normalerweise nur mit geringem Wellengang und Tidenhub gerechnet werden muss.

## Beschreibung
Der östliche Pier ist der gewerblichen Schifffahrt vorbehalten, Fischereiboote, Ausflugsschiffe und kleine Kreuzfahrtschiffe machen dort fest. Im westlichen Hafenbecken finden vorwiegend Kleinfahrzeuge und Yachten Aufnahme. Dort gibt es neben Ver- und Entsorgungseinrichtungen auch Freizeit- und gastronomische Angebote. Die südliche Außenlände liegt nahezu ungeschützt am offenen Meer wird bei Bedarf für den Umschlag von Massengütern genutzt.
Zwei Kilometer westlich, etwas südlich abgesetzt vom Ortsteil Pernera, befindet sich ein weiterer Anleger für die Fischerei mit einem kleinen Steg und Umschlagseinrichtungen.
Deutlich abgesondert, sechs Kilometer weiter westlich, entsteht die Marina Ayia Napa mit eigener, angepasster Infrastruktur. Diese dient ausschließlich der Freizeitschifffahrt und touristischen Zwecken. Für die gewerbliche Großschifffahrt ist diese völlig bedeutungslos.